# Teucrium laciniatum
Teucrium laciniatum är en kransblommig växtart som beskrevs av John Torrey. Teucrium laciniatum ingår i släktet gamandrar, och familjen kransblommiga växter. Inga underarter finns listade i Catalogue of Life.